# غميش اباد (غويجة بل)
غميش اباد (بالفارسية: گمیش‌آباد) هي منطقة سكنية تقع في إيران في قسم غويجة بل الریفي. يقدر عدد سكانها بـ 158 نسمة .